# Seveci Rokotakala
Seveci Rokotakala (* 29. května 1978, Fidži) je fidžijský fotbalový záložník a reprezentant, který působí v klubu Navua FC.

## Klubová kariéra
Rokotakala hrál na Fidži za kluby Lautoka FC a Navua FC.

## Reprezentační kariéra
V A-mužstvu Fidži debutoval v roce 2002.